# Samlingspartiet (Finland)
 For alternative betydninger, se Samlingspartiet. (Se også artikler, som begynder med Samlingspartiet)
Samlingspartiet (Saml.), finsk Kansallinen Kokoomus (Kok.), er et konservativt parti i Finland. Partiets nuværende leder er Petteri Orpo, der i 2016 overtog posten efter Finlands tidligere finans- og premierminister, Alexander Stubb. Partiet har siden rigsdagsvalget i 2019 siddet i oppositionen.
Samlingspartiet blev stiftet 9. december 1918 af monarkister i Finska partiet (Gammalfinska partiet) og Ungfinska partiet samt i Folkpartiet. Republikanere fra disse tre tidligere partier startede som en modvægt Nationalt Fremskridtsparti. Partiet har tre gange haft præsidentembedet: Svinhufvud (1931–1937), Paasikivi (1946–1956) og Sauli Niinistö (2012-nu)
Partiet havde i 2018 omkring 34.000 medlemmer.

## Partiledere siden 1918
- Hugo Suolahti (1918–1919)
- E.N. Setälä (1920)
- Antti Tulenheimo (1921–1924)
- Hugo Suolahti (1925)
- Kyösti Haataja (1926–1932)
- Paavo Virkkunen (1932–1933)
- Juho Kusti Paasikivi (1934–1936)
- Pekka Pennanen (1936–1942)
- Edwin Linkomies (1943–1944)
- K. F. Lehtonen (1945)
- Arvo Salminen (1946–1954)
- Jussi Saukkonen (1955–1965)
- Juha Rihtniemi (1965–1971)
- Harri Holkeri (1971–1979)
- Ilkka Suominen (1979–1991)
- Pertti Salolainen (1991–1994)
- Sauli Niinistö (1994–2001)
- Ville Itälä (2001–2004)
- Jyrki Katainen (2004–2014)
- Alexander Stubb (2014-2016)
- Petteri Orpo (2016-nu)